# 九郎山站
九郎山站（规划建设阶段曾称白马垄站），位于中华人民共和国湖南省株洲市石峰区清水塘街道，是长株潭城际铁路上的火车站，于2016年12月26日启用，由广州铁路集团株洲车站城际车间管辖。本站位于既有京广线白马垅站的东南方向，两站直线距离1公里。

## 車站周邊
- 沪昆高速公路

## 歷史
- 2016年12月26日启用。
- 2021年8月6日，该站因疫情原因暂停客运业务[6]，原定8月20日恢复，但截止2025年依然未有恢复。

## 外部連結
- 中国铁路客户服务中心（页面存档备份，存于）